# Arrow Rock (Misuri)
Arrow Rock es un pueblo ubicado en el condado de Saline en el estado estadounidense de Misuri. En el Censo de 2010 tenía una población de 56 habitantes y una densidad poblacional de 162,57 personas por km².

## Geografía
Arrow Rock se encuentra ubicado en las coordenadas 39°4′12″N 92°56′50″O / 39.07000, -92.94722. Según la Oficina del Censo de los Estados Unidos, Arrow Rock tiene una superficie total de 0,34 km², de la cual 0,34 km² corresponden a tierra firme y (0%) 0 km² es agua.

## Demografía
Según el censo de 2010, había 56 personas residiendo en Arrow Rock. La densidad de población era de 162,57 hab./km². De los 56 habitantes, Arrow Rock estaba compuesto por el 98,21% blancos, el 0% eran afroamericanos, el 0% eran amerindios, el 0% eran asiáticos, el 0% eran isleños del Pacífico, el 0% eran de otras razas y el 1,79% pertenecían a dos o más razas. Del total de la población el 0% eran hispanos o latinos de cualquier raza.